# Xian Y-20

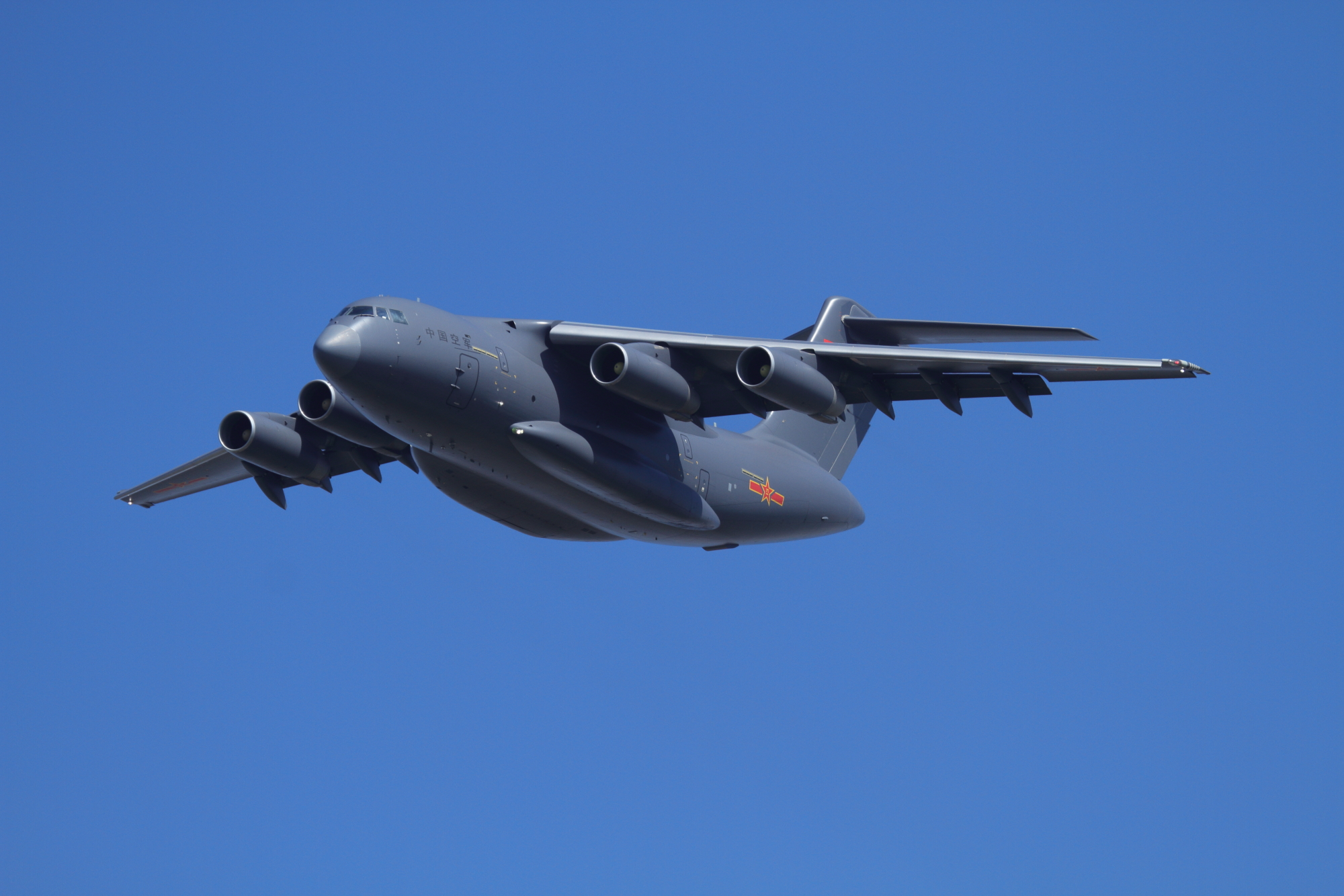
Il Xian Y-20 in volo durante lo Zhuhai Airshow del 2016

Lo Xian Y-20, 运-20S, è un aereo militare da trasporto strategico quadrigetto monoplano ad ala alta realizzato dall'azienda aeronautica cinese Xi'an Aircraft Industrial Corporation e il cui sviluppo fu avviato ufficialmente nel 2006.
Il nome in codice ufficiale del velivolo è Kunpeng (鲲鹏S) un mitico uccello della Cina antica che poteva volare per migliaia di chilometri. Tuttavia, nell'ambito dell'aviazione cinese, l'aereo è più comunemente conosciuto con il soprannome di Chubby Girl (in lingua inglese ragazza paffutella) (胖妞S), perché la sua ampia fusoliera è molto più spaziosa a confronto di altri modelli di aereo pari ruolo precedentemente sviluppati in Cina.
I primi esemplari sono stati immessi in servizio dalla PLAAF il 6 luglio 2016 e si prevedono ordini per 100 esemplari.

## Storia
A novembre 2020, secondo notizie trapelate da fonti ed immagini trapelate, dovrebbe aver volato il primo Y-20B, che introduce alcune novità come le 4 turboventole Shenyang WS-20 che sostituiscono le russe D-30KP-2, e l'aggiunta di un riflettore sull'impennagio verticale che dovrebbe favorire le operazioni durante il rifornimento in volo.
Nei primi mesi del 2021, è iniziata anche la produzione della variante aerocisterna, la YY-20. Da foto trapelate, si notano almeno 4 velivoli dotati di vistosi pod sotto le ali e nella coda. Dotata dei nuovi motori WS-20, l'YY-20 è dotato di un sistema di rifornimento a cestello.

## Versioni

### Y-20A
Versione iniziale dotata delle turboventole russe Soloviev D-30KP-2, che ha volato per la prima volta a il 26 gennaio 2013.

### Y-20B
Versione dotata delle nuove  turboventole Shenyang WS-20 di produzione nazionale e di un riflettore sull'impennaggio verticale che dovrebbe favorire le operazioni durante il rifornimento in volo.

### YY-20
Versione aerocisterna dotata dei nuovi motori WS-20 e sistema di rifornimento a cestello.

### KJ-3000
Versione AWACS, il cui primo volo è stato effettuato a gennaio 2025.

## Utilizzatori
Cina
- Zhongguo Renmin Jiefangjun Kongjun

67 esemplari consegnati ed in servizio ad ottobre 2023.

## Velivoli comparabili
Giappone
- Kawasaki C-2

 Russia
- Ilyushin Il-76
- Ilyushin Il-96-400T

 Stati Uniti
- Boeing C-17 Globemaster III
- Lockheed C-5 Galaxy

 Ucraina
- Antonov An-70
- Antonov An-124

 Unione europea
- Airbus A400M